# Cocotxa
S'anomena cocotxa (del basc kokotxa) a la prominència carnosa comestible de la part inferior del cap del lluç o del bacallà, en la regió compresa entre les dues parts òssies de la maixella, i rep el nom de la part en forma de «V» que uneix les mandíbules i les brànquies del peix per sota. El més comú és cuinar-les amb salsa verda o al pil-pil, aquesta darrera recepta només amb cocotxes de bacallà.
La recepta de la salsa verda se sol preparar amb uns grans d'all picats amb julivert i oli d'oliva en una cassola de fang, tot sofregit però sense que es daurin, afegint-hi un pessic de sal. Es retira del foc i es sacseja la cassola perquè solti la gelatina. Aquest procediment s'ha de fer almenys dues vegades perquè deixi anar la gelatina i la salsa s'espesseixi. La menja se sol servir calenta a la mateixa cassola de fang.
Al pil-pil es posen les cocotxes del bacallà en oli d'oliva fins que deixi anar la gelatina i es remou la cassola per aconseguir una emulsió. No ha de fregir i l'emulsió es fa amb la salsa temperada. A més d'això, la kokotxa també es consumeix arrebossada i fregida.